# Melaenornis silens
El papamoscas fiscal (Melaenornis silens) es una especie de ave paseriforme de la familia Muscicapidae endémica del África austral. Solía clasificarse como la única especie del género Sigelus, pero ahora se incluye en el género Melaenornis.

## Descripción

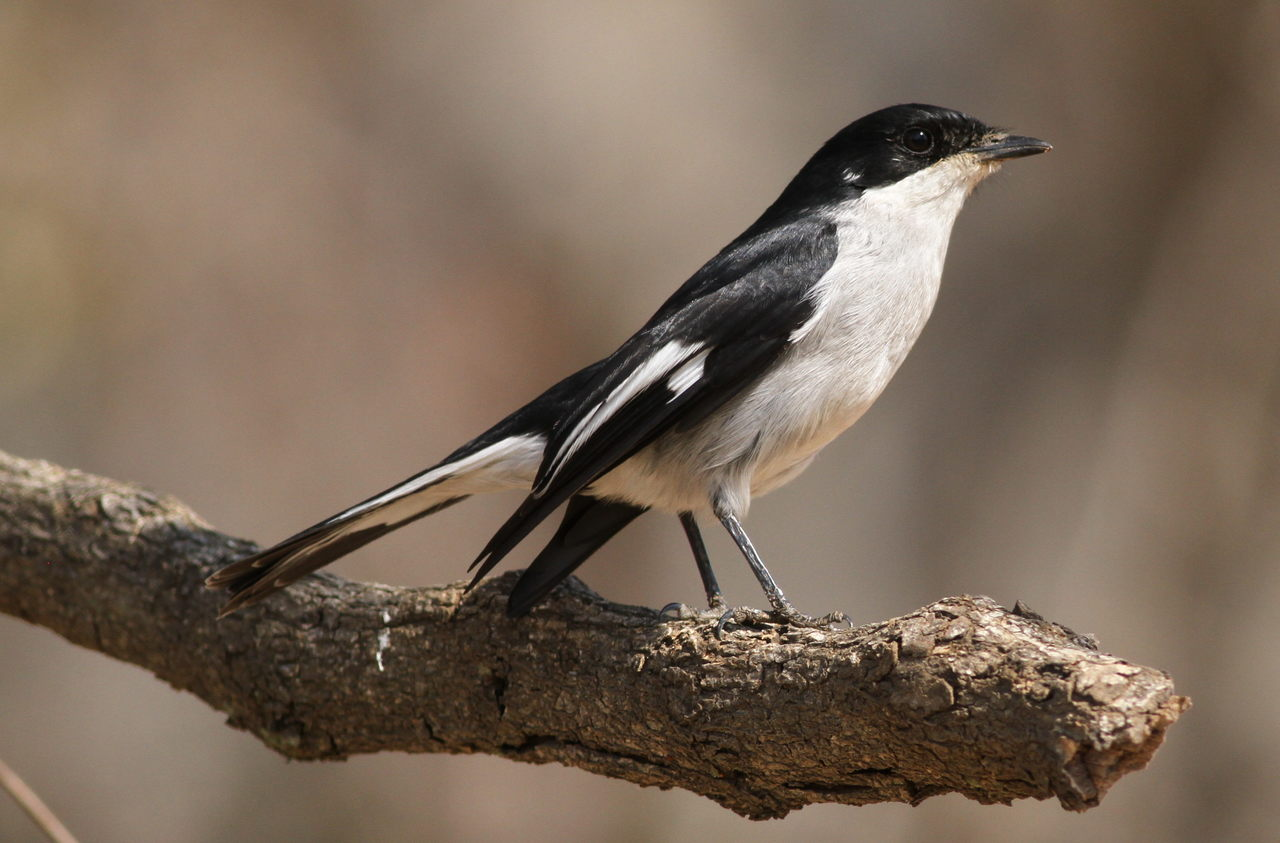
Macho en Sudáfrica.

El papamoscas fiscal mide entre 17–20 cm de largo. El macho adulto tiene las partes superiores de color negro y blancas las inferiores, además de una lista blanca en las alas y los laterales de la cola. La hembra tiene las partes superiores pardas oscuras en lugar de negras. Los juveniles son similares a las hembras pero con motas y vetas oscuras tanto en las partes superiores como en las inferiores. 
El macho puede confundirse con el alcaudón fiscal, pero este último tiene el pico más robusto y ganchudo, y una mancha blanca en el hombro en lugar de a lo largo de todo el ala, y no tiene los laterales de la cola blancos.
El macho del papamoscas fiscal es mayor que el del papamoscas acollarado, que además tiene una franja blanca en el cuello y no tiene lista blanca en las alas.

## Distribución y hábitat
El papamoscas fiscal vive únicamente en el sur de África, distribuido por Sudáfrica, Lesoto,  Suazilandia, y el sur de Mozambique y Botsuana. En Namibia aparece como divagante.
Su hábitat natural son los bosques subtropicales secos, la sabana seca y las zonas de matorral.

## Comportamiento
El papamoscas fiscal se alimenta de insectos, que suele atrapar al vuelo.
El papamoscas fiscal un nido en forma de cuenco con tallos finos y otro material vegetal y forra su interior con plumón. Lo sitúa entre los matorrales densos.